# Froggattisca pulchella
Froggattisca pulchella là một loài côn trùng trong họ Myrmeleontidae thuộc bộ Neuroptera. Loài này được Esben-Petersen miêu tả năm 1915.